# 1984年ロサンゼルスオリンピックのオーストリア選手団
1984年ロサンゼルスオリンピックのオーストリア選手団（1984ねんロサンゼルスオリンピックのオーストリアせんしゅだん）は、1984年7月28日から8月12日にかけてアメリカ合衆国のロサンゼルスで開催された1984年ロサンゼルスオリンピックのオーストリア選手団、およびその競技結果。

## 概要
今大会は金メダル1個、銀メダル1個、銅メダル1個の合計3個のメダルを獲得した。

## メダル
| メダル | 選手名                       | 競技 | 種目                            | 日付   |
| ------ | ---------------------------- | ---- | ------------------------------- | ------ |
| 🥇 金  | ペーター・ザイゼンバッハー   | 柔道 | 男子86kg以下級                  | 8月8日 |
| 🥈 銀  | アドレアス・クロンターラーン | 射撃 | 男子ライフル射撃10mエアライフル | 8月3日 |
| 🥉 銅  | ヨーゼフ・ライター           | 柔道 | 男子65kg以下級                  | 8月5日 |